# Догреческий субстрат
Догре́ческий субстра́т — термин, обозначающий неизвестный язык или языки, предположительно распространённые на территории Древней Греции до прихода носителей протогреческого языка. Предполагается, что греческий язык заимствовал большое количество слов и имён собственных из догреческого языка или языков, поскольку заметная часть греческих слов не может быть объяснена из реконструируемых прото-индоевропейских корней и морфем.
В археологии догреческий субстрат ассоциируется с ранним и отчасти средним периодом элладской цивилизации материковой Греции, а также с минойской и кикладской цивилизациями на островах Эгейского моря. После возникновения микенской цивилизации, поглотившей три предыдущих, начинается стремительная ассимиляция догреческого населения. В эпоху Геродота многие из упоминаемых им народов сохранились лишь в легендах.

## Исторические свидетельства
Греческие историки упоминают ряд народов, обитавших на Балканском полуострове, на западной оконечности Малой Азии и на островах Эгейского моря до прихода греков. На Крите существовала минойская цивилизация, влияние которой прослеживается также на Балканах и Кикладах; помимо греков и коренных критян, обитателями Крита Гомер называет такие народы, как кидоны и пеласги. Последние, согласно греческим преданиям, пришли на Крит вместе с греками в эпоху Миноса; они же были наиболее многочисленным племенем материковой Греции. Помимо них, греческие мифы и предания упоминают также многочисленные другие народы: минийцы, кавконы, лелеги, аркадийцы, дриопы, кинурийцы, куреты, молосцы, телебои. На крайнем западе Малой Азии обитали лелеги, пеласги, тевкры, термилы, тирсены.
Минойская цивилизация оставила большое количество письменных памятников, однако минойский язык пока остаётся непонятным. Тирсены надёжно идентифицируются с этрусками, а пеласги неоднократно рассматриваются в древнегреческих источниках как родственный этрускам народ. В египетских источниках XIII века до н. э. в числе «народов моря» предположительно упоминаются пеласги (они же филистимляне?), тирсены (этруски), возможно, также тевкры.
Этническая принадлежность прочих народов, а также происхождение данных народов и родственные связи между ними остаются предметом спекуляций ввиду отсутствия их письменных памятников.

## Слова предположительно догреческого происхождения
1. Личные имена (например, Ὀδυσσεύς Одиссей)
2. Теонимы (например, Ἑρμῆς Гермес)
3. Морские и корабельные термины (например, θάλασσα «море»[к 1])
4. Слова, связанные со средиземноморским сельским хозяйством (например, ἐλαία «олива», ἄμπελος «виноград»)
5. Названия правителей (например, Τύραννος «тиран»)
6. Строительные технологии (например, πύργος «башня»[к 2])
7. Термины, связанные с мировоззрением (например, κόσμος «вселенная», букв. «украшение», οὐρανός «небо», букв. «навес»)
8. Топонимы с суффиксами -νθ- (например, Κόρινθος Коринф, Ζάκυνθος Закинф), -σσ- (например, Παρνασσός Парнас) и -ττ- (например, Λυκαβηττός гора Ликабет)

## Теории субстратов
Сведения о догреческом населении дошли до нас по текстам древнегреческих историков, поэтов и генеалогистов, а также по текстам соседних культур (хеттской, древнеегипетской и т. д.). Если исключить наиболее фантастические гипотезы, то чаще всего среди историков античности рассматриваются следующие варианты привязки догреческого субстрата к уже известным языкам и культурам:

### Анатолийский субстрат
По мнению Л. Палмера, А. Хойбека и ряда других исследователей, субстратом мог послужить один из анатолийских языков (возможно, лувийский язык), поскольку топонимы со звукосочетаниями -ss- и -nd- (соответствующими -σσ- и -νθ- в материковой Греции) были широко распространены в Западной Анатолии. Против данной гипотезы говорят два факта: во-первых, топонимы с указанными суффиксами распространены также в материковой Греции и на Крите, где никогда не наблюдалось влияния хетто-лувийской цивилизации; во-вторых, в Малой Азии указанные суффиксы встречаются в основном вдоль западного и южного побережья.
Субстратом могли быть и языки долувийских культур запада Анатолии (Троя, Бейджесултан и др.), с начала бронзового века поддерживающих тесные связи с материковой Грецией.
Л. С. Клейн предполагал, что миграция прото-анатолийцев должна была происходить через территорию Греции.

### Пеласгический (тирренский) субстрат
Одна из гипотез рассматривает пеласгов, вероятно населявших большую часть Греции до прихода на полуостров эллинов, как народ, родственный тирренам (этрускам), при этом называя в качестве прародины тирренов Малую Азию. В рамках этой версии, в качестве пеласгского памятника рассматривается Лемносская стела, которая обнаруживает значительное морфологическое и лексическое сходство с этрусским языком.
На основании утверждения Фукидида, что тирренский язык в прошлом был языком Древних Афин и что тирренцы были изгнаны на Лемнос (Геродот приписывает и первое, и второе пеласгам), было сделано предположение, что субстратный язык был связан с лемносским языком и, таким образом, с этрусским языком.
Проблема «тирренской гипотезы» состоит в том, что характерные суффиксы субстратных слов, в частности, -νθ-, -σσ-, -ττ-, не имеют аналогов в этрусском языке, то есть, возможно, являются не пеласгскими по происхождению.
Кроме того, само принятие факта отдалённого языкового родства между тирренами и народом, населявшим остров Лемнос, не свидетельствует о родстве и тех, и других с пеласгами; материковая часть Греции и островов Эгейского моря могла быть заселена этносами, разными по происхождению и языку.

### Минойский субстрат
Минойская цивилизация существовала на острове Крит, а рано ассимилированная минойцами кикладская цивилизация — на Кикладских островах. В эпоху расцвета влияние Крита распространялось далеко на восток, до Кипра и побережья Палестины. Минойская цивилизация оказала значительное влияние на материковую микенскую цивилизацию, которая заимствовала критское письмо и значительный пласт критской лексики. Возможно, предки минойцев присутствовали в материковой Греции до прихода туда греков, на что указывает сходство материальной культуры, связанной с Домом из черепицы в Лерне, с более поздней минойской.
С кикладской цивилизацией также связывается малоазийская народность лелеги, позднее ассимилированная карийцами.

### Палеобалканский субстрат
Ряд исследователей рассматривают догреческий субстрат как раннеиндоевропейский, но связанный с иными, чем греки, народами. Так, Л. А. Гиндин, В. Л. Цымбурский и В. П. Нерознак связывали субстрат с фракийцами, а Ю. В. Откупщиков — с фригийцами. Данные гипотезы не всегда являются взаимоисключающими.
Согласно Откупщикову, «… в языковом аспекте догреческий субстрат представляет собой сложный конгломерат, в состав которого входит большая группа близкородственных языков (фригийский, македонский, карийский и фракийский)», хотя для него фригийский был самым близким к греческому. Все эти «близкородственные языки» шли с Балкан.

## Исследователи
- Беекес, Роберт (Нидерланды)
- Браун, Реймонд Армар (Великобритания)
- Будимир, Милан (Сербия — Югославия)
- Гиндин, Леонид Александрович (СССР)
- Дюу, Ив (Бельгия)
- Казанский, Николай Николаевич (филолог) (СССР — Россия)
- Лешбер, Коринна (Германия)
- Молчанов, Аркадий Анатольевич (СССР)
- Откупщиков, Юрий Владимирович (СССР — Россия)
- Паккард, Дэвид Вудли (США)
- Палига, Сорин (Румыния)
- Рикс, Хельмут (Германия)
- Рубин, Олег Сергеевич (Россия — Израиль)
- Сергеев, В. М. (СССР)
- Финкельберг, Маргалит (Россия — Израиль)
- Фюрне, Эдцард Йохан (Нидерланды)
- Хойбек, Альфред (Германия)
- Цымбурский, Вадим Леонидович (СССР — Россия)
- Яцемирский, Сергей Александрович (Россия)

## Комментарии
1. ↑  Для слова в качестве индоевропейской пареллели предлагается др.-инд. tatākam «пруд»[1].
2. ↑  Если субстрат является индоевропейским, πύργος, а также «Пергам», который может быть связан с протоиндоевропейским *bhergh-[2].
3. ↑  Некоторые исследователи, например, Леонард Палмер (Leonard Palmer), предполагают даже, что язык линейного письма А мог быть лувийским, хотя предлагались и другие анатолийские языки.
4. ↑  Подробнее о населении Малой Азии в хеттский период и топонимике, упоминаемой в хеттских текстах, см. «Историю Древнего Востока[3].

### На русском языке
- Воробьёв В. А. Индоевропейское и неиндоевропейское в греческой медицинской терминологии // Античная балканистика. Карпато-балканский регион в диахронии. — М., 1984. — С. 6—7.
- Гиндин Л. А. Древнейшая ономастика Восточных Балкан. — София, 1981.
- Гиндин Л. А. К проблеме генетической принадлежности пеласгского догреческого слоя // ВЯ. — М., 1971. — № 1. — С. 44—53.
- Гиндин Л. А. Язык древнейшего населения юга Балканского полуострова. — М., 1967.
- Гиндин Л. А., Цымбурский В. Л. Гомер и история Восточного Средиземноморья. — М., 1996.
- История древнего Востока. — Ч. 2. — М., 1988.
- Молчанов А. А. Проблема доиндоевропейского языкового субстрата на юге Греции: минойский и «эгейский». // Античная балканистика. Карпато-балканский регион в диахронии. Материалы к симпозиуму. — М., 1984. — С. 27—28.
- Молчанов А. А. Таинственные письмена первых европейцев. — М., 1980.
- Нерознак В. П. Палеобалканские языки. — М., 1978.
- Откупщиков Ю. В. Догреческий субстрат. У истоков европейской цивилизации. — Л.: Изд-во ЛГУ, 1988. — 263 с.
- Рубин О. С. Этнокультурные процессы в Эгеиде в эпоху бронзы (Догреческий субстрат) : Дис. … канд. ист. наук : 07.00.03 — Саратов, 2003. — 268 c. — РГБ ОД, 61:04-7/45-9

### На иностранных языках
- Beekes, Robert. Pre-Greek: The Pre-Greek loans in Greek (англ.). IED project, Leiden University (январь 2007). Дата обращения: 31 декабря 2009. Архивировано из оригинала 13 июня 2011 года.. Более поздняя версия данной статьи опубликована в : Glotta [0017-1298] yr:2007 vol:83 pg:13.
- Brown, Raymond A.. Evidence for Pre-Greek Speech in Crete from Greek Alphabetic Sources. Amsterdam : A.M. Hakkert, 1985. 408 p., [1] folded leaf of plates : ill., map ; 24 cm. ISBN 9025608760
- Budimir, M. Grci i Pelasgi ("The Greeks and the Pelasgians"), Serbian Academy of Arts and Sciences, Department of Literature and Language, book 2, Belgrade (1950)
- Finkelberg, Margalit. Pre-Greek languages
- Heubeck, Alfred. Praegraeca: sprachliche Untersuchungen zum vorgriechisch-indogermanischen Substrat, Erlangen (1961); review: A. J. Beattie, The Classical Review (1963).